# 第42条法案
第42条法案（Title 42 expulsion）是美国一項旨在驅逐來自有疫情的國家人民的法案，该法案於1944年頒布。2019冠状病毒病疫情期间，特朗普政府通過該法案阻止了許多來自其他國家的非法移民。喬·拜登政府一度試圖廢除該法案。 2022年4月1日，美國疾病控制與預防中心宣布他们将廢除第42条法案，並預計於2022年5月23日正式讓該法案失效。  5月20日，美國联邦法官罗伯特·萨默海斯裁決美國疾病控制與預防中心無權廢除第42条法案。 
2022年11月15日，美国联邦法官埃米特·G·沙利文裁定第42条法案违反《行政程序法》，即日起不再生效。
2022年12月19日，美国最高法院首席大法官約翰·羅伯茨宣布暂缓停止第42条法案，由此避免拜登政府停止该法。
2022年12月27日，最高法院以5票对4票的表决驳回了埃米特·G·沙利文之前的判决，最终确认特朗普期间引入的边境移民限制继续有效。
2023年5月11日，第42條法案失效。